# Клейгельс, Николай Васильевич
Николай Васильевич Клейгельс (25 ноября [7 декабря] 1850, Санкт-Петербург — 20 июля [2 августа] 1916, санаторий Рауха, близ Иматры,  Великое княжество Финляндское) — русский военный и государственный деятель, генерал-адъютант (1903), генерал от кавалерии (1910).

## Биография
Николай Клейгельс родился 25 ноября 1850 года в Санкт-Петербурге. По национальности финский швед. Выходец из дворянской семьи Клейгельс, которая сперва прибыла в Прибалтику (как считается, из Шотландии), а затем (после окончания Северной войны) из Прибалтики переселилась в Финляндию. В Финляндии родовая усадьба Клейгельсов, которой семья владела пять поколений, располагалась в окрестностях Котки. В русских источниках иногда именовался остзейским немцем.

Он всегда держал себя с сознанием своей красоты, и именно красоты гренадерской, связанной с внешним величием.
— Сергей Юльевич Витте
Обучался во 2-м кадетском корпусе, затем перешёл в Павловский кадетский корпус, после окончания которого поступил 15 августа 1866 года в Николаевское кавалерийское училище. 12 июля 1868 года произведён в прапорщики гвардии с зачислением в лейб-гвардии Драгунский полк, в котором служил следующие 13 лет.
Участник русско-турецкой войны 1877—1878 годов. Служил под началом И. В. Гурко, при котором после окончания боевых действий состоял в должности адъютанта. Участвовал в боях под Плевной, в сражении при Горном Дубняке. За боевые отличия награждён золотым оружием с надписью «За храбрость», двумя боевыми орденами и пожалован во флигель-адъютанты к Его Величеству.
В 1881 года Николай Васильевич Клейгельс был прикомандирован к Учебному кавалерийскому эскадрону, курс обучения в котором окончил на «отлично». 28 марта 1882 года произведён в полковники.
17 апреля 1882 года зачислен в постоянный состав Офицерской кавалерийской школы, где заведовал инструкторским отделом, а также был председателем эскадронного суда, начальником отдела верховой езды и выездки лошадей.
13 февраля 1888 года назначен исправляющим должность Варшавского обер-полицмейстера, летом 1891 года утверждён в должности. 6 декабря 1895 года назначен Санкт-Петербургским градоначальником. Во время его управления завершено строительство Политехнического института (1901), Повивального клинического института.
«Клейгельс был недурной градоначальник, по крайней мере не хуже других, которые были ранее его, и, несомненно, лучше бывших после него» (граф Сергей Юльевич Витте).
В 1891 году произведён в генерал-майоры, 6 декабря 1899 года — в генерал-лейтенанты, а в 1903 году пожалован в генерал-адъютанты.
24 декабря 1903 года назначен Киевским, Подольским и Волынским генерал-губернатором. После публикации манифеста 17 октября 1905 года на подведомственных ему территориях прокатились еврейские погромы, самым большим из которых стал погром в Киеве 18—19 октября. «За попустительство погромщикам» 19 октября 1905 года Клейгельс отчислен от должности генерал-губернатора, с оставлением генерал-адъютантом и состоять по армейской кавалерии.
В марте 1904 года Боевая организация эсеров готовила покушение на Клейгельса, которое не состоялось.
18 апреля 1910 года произведён в генералы от кавалерии, 6 декабря 1913 года удостоен ордена Святого Александра Невского.
Николай Васильевич Клейгельс умер 20 июля 1916 года и был похоронен на Новодевичьем кладбище Санкт-Петербурга.
Был известен своим мздоимством и, в частности, нажил несколько миллионов на постройке Троицкого моста в Санкт-Петербурге, в ходе ревизии в 1904 году на его даче был обнаружен ранее исчезнувший полицейский катер-пароход, которых он использовал для прогулок.

## В художественной литературе
Клейгельсу посвящена историческая миниатюра В.С.Пикуля "Человек известных форм".

## Награды
Российские
- орден Святого Станислава 3-й степени (1872),
- орден Святого Владимира 4-й степени с мечами и бантом (1877),
- золотое оружие с надписью «За храбрость» (1878),
- орден Святой Анны 2-й степени с мечами (1878),
- орден Святого Владимира 3-й степени (1883),
- орден Святого Станислава 1-й степени (1894),
- орден Святой Анны 1-й степени (1896),
- орден Святого Владимира 2-й степени (1903),
- орден Белого орла (1907),
- знак отличия беспорочной службы за XL лет (1912),
- орден Святого Александра Невского (1913).

Иностранные
- Крест «За переход через Дунай» (Румыния, 1878),
- орден Такова, офицерский крест (Сербия, 1879),
- орден Почётного легиона, командорский крест (Франция, 1883),
- орден «Святой Александр» 3-й степени (Болгария, 1884),
- орден Льва и Солнца 2-й степени (Персия, 1890),
- орден Князя Даниила I 2-й степени (Черногория, 1890),
- орден Франца-Иосифа, командорский крест со звездой (Австро-Венгрия, 1891),
- орден Альбрехта, командорский крест (Саксония, 1895),
- орден Двойного дракона 2-й степени 2-го класса (Китай, 1896),
- орден «За гражданские заслуги» 1-й степени (Болгария, 1896),
- орден Льва и Солнца 1-й степени (Персия, 1896),
- орден Франца-Иосифа, большой крест (Австро-Венгрия, 1897),
- орден Золотой звезды с бриллиантами (Бухара, 1898),
- орден Короны 1-й степени (Пруссия, 1899),
- орден Короны Румынии, большой крест (Румыния, 1899),
- орден «За военные заслуги», большой крест (Болгария, 1903),
- орден Восходящего солнца 1-й степени (Япония, 1903).